# Chuck Adams
Chuck Adams (n, 23 de abril de 1971 en Pacific Palisades, Estados Unidos) es un jugador de tenis con nacionalidad estadounidense. En su carrera ha conquistado un torneo a nivel ATP, su mejor posición fue Nº34 en febrero de 1995.

## Títulos (1; 1+0)

### Individuales (1)
| Leyenda                |
| Grand Slam (0)         |
| Tennis Masters Cup (0) |
| ATP Masters Series (0) |
| ATP Tour (1)           |

| N.º | Fecha | Torneo | Superficie | Oponentes en la final | Resultado |
| --- | ----- | ------ | ---------- | --------------------- | --------- |
| 1.  | 1993  | Seúl   | Dura       | Todd Woodbridge       | 6–4, 6–4  |